# Nekrolog 4. Quartal 1966
Nekrolog
◄◄
| ◄
| 1962
| 1963
| 1964
| 1965
| 1966 | 1967 | 1968 | 1969 | 1970 | ► | ►►
1. Quartal |
2. Quartal |
3. Quartal |
4. Quartal 1966
Weitere Ereignisse | Allgemeiner Nekrolog 1966
Die Beschreibung der verstorbenen Person sollte so kurz wie möglich gehalten sein und nur deren signifikante Tätigkeit(en) enthalten.
Neue Namen ggf. auch unter dem Geburts- und Sterbedatum, also etwa unter 1. Januar und im Geburts- und Sterbejahr (2024) eintragen (nur bei entsprechender großer Wichtigkeit). Für Beispiele siehe die schon vorhandenen Artikel.
Außerdem über die fünf zuletzt Verstorbenen, zu denen es einen ausreichend guten Artikel für eine Präsentation auf der Hauptseite gibt, nach der todesbedingten Überarbeitung der Artikel ggf. auch unter Wikipedia Diskussion:Hauptseite informieren und sie am besten auch in den anderen Wikipedia-Sprachversionen eintragen. Tipp: Regelmäßig bei news.google.de nach „ist tot“, „gestorben“ oder „verstorben“ suchen.
Wenn eine Person gestorben ist, gibt es viele Seiten zu dieser Person in der Wikipedia, die davon auch betroffen sind und entsprechend aktualisiert werden müssen. Beispiele: Namenübersichtsseite, Geburtsjahr, Geburtsort-Seiten und viele mehr.
Wie finde ich die betroffenen Seiten?
Im Suchfeld auf der linken Seite gibt man den Suchbegriff so ein: „Vorname Nachname“. Dann klickt man auf Volltext und alle Seiten mit entsprechendem Suchtext werden aufgerufen. Hier sieht man dann schnell, wo auch das Todesjahr Sinn macht oder sogar ein Teil des Artikels angepasst werden muss. Auch hilft das „Werkzeug“ auf der linken Seite sehr gut, um solche Seiten aufzufinden: „Links auf diese Seite“. Somit ist die Wikipedia wieder aktuell in allen Bereichen! Hinweis: bei Eintragung der Kategorie „Gestorben JAHR“ wird der Missbrauchsfilter 49 ausgelöst, was jedoch nicht schlimm ist. Siehe: Spezial:Missbrauchsfilter/49
Dies ist eine Liste von im vierten Quartal 1966 verstorbenen bekannten Persönlichkeiten. Die Einträge erfolgen innerhalb der einzelnen Daten alphabetisch sortiert. Tiere sind im Nekrolog für Tiere zu finden.

## Oktober
| Tag         | Name                                  | Beruf, bekannt als                                                                                              | Alter | Beleg |
| ----------- | ------------------------------------- | --- | ----- | ----- |
| 1. Oktober  | Else Bierau                           | Landtagsabgeordnete Volksstaat Hessen                                                                           | 89    |       |
| 1. Oktober  | Donald Day                            | US-amerikanischer Journalist, Autor und NS-Propagandist                                                         | 71    |       |
| 1. Oktober  | Heinrich König                        | deutscher Unternehmer und Autor                                                                                 | 76    |       |
| 1. Oktober  | Vidor Tafner                          | ungarischer Zoologe und Goldschmied                                                                             | 84    |       |
| 1. Oktober  | Charlotte Towle                       | US-amerikanische Sozialarbeiterin und Hochschullehrerin                                                         |       |       |
| 2. Oktober  | Hans Freudenberg                      | deutscher Ingenieur und Unternehmer                                                                             | 78    |       |
| 2. Oktober  | Anton Haiden                          | österreichischer Ingenieur, an Geologie und Paläontologie interessiert                                          | 79    |       |
| 2. Oktober  | Jakob Hesse                           | Landtagsabgeordneter Waldeck                                                                                    | 84    |       |
| 2. Oktober  | Ioannis E. Kalitsunakis               | griechischer Byzantinist und Neogräzist                                                                         |       |       |
| 2. Oktober  | Anna Lesznai                          | ungarische Malerin und Schriftstellerin                                                                         | 81    |       |
| 2. Oktober  | Juri Alexandrowitsch Orlow            | russischer Zoologe und Paläontologe                                                                             | 73    |       |
| 2. Oktober  | Richard Shope                         | US-amerikanischer Virologe                                                                                      | 64    |       |
| 2. Oktober  | Luis Augusto Turcios Lima             | guatemaltekischer Militär                                                                                       | 24    |       |
| 3. Oktober  | Adolf Büger                           | deutscher Maler                                                                                                 | 80    |       |
| 3. Oktober  | Raymond Evershed, 1. Baron Evershed   | britischer Jurist                                                                                               | 67    |       |
| 3. Oktober  | Berthold Grau                         | deutscher Eisenbahningenieur                                                                                    |       |       |
| 3. Oktober  | Otto Gumrum                           | deutscher Politiker (BP, CSU, FVP, DP), MdB                                                                     | 71    |       |
| 3. Oktober  | Dave Lambert                          | US-amerikanischer Jazz-Sänger und Arrangeur                                                                     | 49    |       |
| 3. Oktober  | Lionel Scheffer                       | kanadischer Ordensgeistlicher, römisch-katholischer Apostolischer Vikar von Labrador                            | 63    |       |
| 3. Oktober  | Johannes Schüler                      | deutscher Dirigent                                                                                              | 72    |       |
| 3. Oktober  | Rolf Sievert                          | schwedischer Physiker                                                                                           | 70    |       |
| 3. Oktober  | Giorgio Simonelli                     | italienischer Filmregisseur und Filmeditor                                                                      | 64    |       |
| 4. Oktober  | Emerich Angerer                       | österreichischer Tischler und Politiker                                                                         | 74    |       |
| 4. Oktober  | Jakob Domgörgen                       | deutscher Boxer                                                                                                 | 57    |       |
| 4. Oktober  | Susy Leiva                            | argentinische Tangosängerin und Schauspielerin                                                                  | 33    |       |
| 4. Oktober  | Oskar Ulmer                           | deutscher Pianist und Komponist                                                                                 | 83    |       |
| 5. Oktober  | Korbinian Aigner                      | katholischer Pfarrer und Pomologe                                                                               | 81    |       |
| 5. Oktober  | Paul Koch                             | deutscher Radrennfahrer                                                                                         | 69    |       |
| 5. Oktober  | Elfriede Kuhr                         | deutsche Politikerin (CDU), MdA                                                                                 | 75    |       |
| 5. Oktober  | Karl Müller                           | deutscher Landwirt und Politiker (DP), MdB                                                                      | 70    |       |
| 6. Oktober  | Paul Alber                            | deutscher Schafzüchter                                                                                          | 86    |       |
| 6. Oktober  | Katharina Bamberg                     | deutsche Malerin                                                                                                | 93    |       |
| 6. Oktober  | Michail Dimitrow                      | bulgarischer Historiker, Psychologe und Philosoph                                                               | 85    |       |
| 6. Oktober  | Ludmila Hořká                         | tschechische Heimatschriftstellerin und Volkskundlerin                                                          | 74    |       |
| 6. Oktober  | Hans Georg Kägi                       | Schweizer Maler und Zeichner                                                                                    | 31    |       |
| 7. Oktober  | Ludwig Dexheimer                      | deutscher Chemie-Ingenieur und Schriftsteller                                                                   | 75    |       |
| 7. Oktober  | John Haire, Baron Haire of Whiteabbey | britischer Politiker (Labour), Mitglied des House of Commons                                                    | 57    |       |
| 7. Oktober  | Mauritz Johansson                     | schwedischer Sportschütze                                                                                       | 85    |       |
| 7. Oktober  | Smiley Lewis                          | US-amerikanischer Blues- und R&B-Sänger                                                                         | 53    |       |
| 7. Oktober  | Hans Meulengracht-Madsen              | dänischer Segler                                                                                                | 81    |       |
| 7. Oktober  | Erica von Scheel                      | deutsche Künstlerin und Designerin                                                                              | 84    |       |
| 7. Oktober  | Herbert Sonnenburg                    | deutscher General                                                                                               | 76    |       |
| 7. Oktober  | Elisabeth Turolt                      | österreichischer Bildhauerin und Graphikerin                                                                    | 64    |       |
| 8. Oktober  | Juan Batlle Planas                    | argentinischer Maler, Bildhauer und Grafiker                                                                    | 55    |       |
| 8. Oktober  | Rudolf Benze                          | deutscher NS-Funktionär, Pädagoge und Ministerialbeamter                                                        | 77    |       |
| 8. Oktober  | Mary Catherine Bishop Weiss           | US-amerikanische Mathematikerin und Hochschullehrerin                                                           | 35    |       |
| 8. Oktober  | Célestin Freinet                      | französischer Reformpädagoge und Begründer der Freinet-Pädagogik                                                | 69    |       |
| 8. Oktober  | Franz Xaver Kappus                    | deutscher Schriftsteller und Journalist                                                                         | 83    |       |
| 8. Oktober  | Erwin Kreker                          | deutscher Drehbuchautor, Filmregisseur und Produktionsleiter                                                    | 59    |       |
| 8. Oktober  | Eugen Isaak Neter                     | deutscher Kinderarzt                                                                                            | 89    |       |
| 8. Oktober  | Barton Thompson                       | US-amerikanischer Filmtechniker                                                                                 | 60    |       |
| 8. Oktober  | Peter Weins                           | deutscher Geistlicher und Generalvikar Bistum Trier                                                             | 77    |       |
| 9. Oktober  | Abraham Binder                        | US-amerikanischer Komponist                                                                                     | 71    |       |
| 9. Oktober  | Fritz Fleck                           | deutscher Politiker (SPD), MdL                                                                                  | 75    |       |
| 9. Oktober  | Wiktor Franzewitsch Gaidukewitsch     | sowjetischer Klassischer Archäologe                                                                             | 61    |       |
| 9. Oktober  | Leslie Irvin                          | US-amerikanischer Fallschirmsprungpionier                                                                       | 71    |       |
| 9. Oktober  | Gertrud Kirchhoff                     | deutsche Politikerin (SPD), Mitglied der Stadtverordnetenversammlung von Groß-Berlin                            | 63    |       |
| 9. Oktober  | Albert Picot                          | Schweizer Politiker (LPS)                                                                                       | 84    |       |
| 9. Oktober  | Pierre Van Reyschoot                  | belgischer Eishockeyspieler                                                                                     | 59    |       |
| 10. Oktober | Kurt Bolender                         | deutscher SS-Offizier, an der „Aktion T4“ und an der „Aktion Reinhardt“ beteiligt                               | 54    |       |
| 10. Oktober | Charlotte Cooper                      | englische Tennisspielerin                                                                                       | 96    |       |
| 10. Oktober | Wilfrid Lawson                        | britischer Schauspieler                                                                                         | 66    |       |
| 10. Oktober | Reimer Mager                          | christlicher Gewerkschafter                                                                                     | 60    |       |
| 11. Oktober | Lorenz Birngruber                     | deutscher Ministerialbeamter                                                                                    | 81    |       |
| 11. Oktober | Maria Estreicherówna                  | polnische Übersetzerin                                                                                          | 89    |       |
| 11. Oktober | Hans Gruhl                            | deutscher Schriftsteller                                                                                        | 44    |       |
| 11. Oktober | Franz Hackethal                       | deutscher Bürgermeister und Regierungspräsident                                                                 | 74    |       |
| 11. Oktober | Gottfried Huber-Pestalozzi            | Schweizer Arzt und Naturforscher                                                                                | 89    |       |
| 11. Oktober | Wunibald Kamm                         | deutscher Ingenieur und Aerodynamiker                                                                           | 73    |       |
| 11. Oktober | Osbert Peake, 1. Viscount Ingleby     | britischer Politiker, Mitglied des House of Commons und des House of Lords                                      | 68    |       |
| 11. Oktober | Curt Schulze                          | deutscher Tierarzt, Generaloberstabsveterinär, Veterinärinspekteur des Heeres, Leiter des Kriegsveterinärdie... | 84    |       |
| 11. Oktober | Paul Vaucher                          | Historiker, Hochschullehrer und Autor                                                                           | 79    |       |
| 12. Oktober | Julius Grauenhorst                    | deutscher Industrieller                                                                                         | 91    |       |
| 12. Oktober | Wilhelm Hug                           | deutscher Politiker (NSDAP), MdR                                                                                | 86    |       |
| 12. Oktober | August Löning                         | deutscher Politiker (CDU), MdL                                                                                  | 77    |       |
| 12. Oktober | Arthur Lourié                         | russischer Komponist                                                                                            | 75    |       |
| 12. Oktober | Walter Monslow, Baron Monslow         | britischer Politiker (Labour Party), Mitglied des House of Commons und Gewerkschaftsfunktionär                  | 71    |       |
| 12. Oktober | Magdalena Schmidt                     | deutsche Klassische Philologin und Gymnasiallehrerin                                                            | 80    |       |
| 13. Oktober | Kichio Allen Arai                     | US-amerikanischer Architekt                                                                                     | 65    |       |
| 13. Oktober | Gerhard Harig                         | deutscher Physiker und Hochschullehrer in der DDR                                                               | 64    |       |
| 13. Oktober | Clifton Webb                          | US-amerikanischer Schauspieler                                                                                  | 76    |       |
| 14. Oktober | Constantin Bauer                      | deutscher Schriftsteller                                                                                        | 83    |       |
| 14. Oktober | Eduard Hartmann                       | österreichischer Politiker, Abgeordneter zum Nationalrat                                                        | 62    |       |
| 14. Oktober | Federico de Onís                      | spanischer Romanist und Hispanist mit US-amerikanischer Staatsbürgerschaft                                      | 80    |       |
| 14. Oktober | Carl Raswan                           | deutscher Orientreisender, Buchautor und Förderer des Araberpferdes                                             | 73    |       |
| 15. Oktober | Lee Blair                             | US-amerikanischer Jazzgitarrist und Banjospieler                                                                | 63    |       |
| 15. Oktober | Proctor L. Dougherty                  | US-amerikanischer Politiker                                                                                     | 93    |       |
| 15. Oktober | Charles Duff                          | irischer Journalist und Schriftsteller                                                                          | 72    |       |
| 15. Oktober | Anton Ernstberger                     | deutscher Historiker und Hochschullehrer                                                                        | 71    |       |
| 15. Oktober | Frederick Montague, 1. Baron Amwell   | britischer Politiker (Labour Party)                                                                             | 90    |       |
| 15. Oktober | Louise Morland                        | deutsche Schauspielerin und Synchronsprecherin                                                                  | 67    |       |
| 15. Oktober | Falk Zipperer                         | deutscher Jurist und Bibliothekar                                                                               | 66    |       |
| 16. Oktober | Adam Falkenstein                      | deutscher Assyriologe                                                                                           | 60    |       |
| 16. Oktober | Kirill Dmitrijewitsch Sinelnikow      | sowjetisch-ukrainischer Kernphysiker                                                                            | 65    |       |
| 16. Oktober | Assja Turgenieff                      | russisch-schweizerische Grafikerin, Glaskünstlerin, Eurythmistin und Anthroposophin                             | 76    |       |
| 17. Oktober | Michael Coppola                       | italo-amerikanischer Mobster                                                                                    | 66    |       |
| 17. Oktober | Sidney Hatch                          | US-amerikanischer Langstreckenläufer                                                                            | 83    |       |
| 17. Oktober | Eduard Koelwel                        | deutscher Maler und Autor                                                                                       | 84    |       |
| 17. Oktober | Władysław Korczyc                     | sowjetisch-polnischer General, Chef des Generalstabes der Polnischen Volksarmee                                 | 73    |       |
| 17. Oktober | Cléo de Mérode                        | französische Ballett-Tänzerin                                                                                   | 91    |       |
| 17. Oktober | Schumabai Schajachmetow               | sowjetischer Politiker                                                                                          | 64    |       |
| 17. Oktober | Leo Schidlof                          | österreichischer Kunsthändler, Kunstexperte und Sammler                                                         |       |       |
| 17. Oktober | Wieland Wagner                        | deutscher Opernregisseur und Bühnenbildner                                                                      | 49    |       |
| 18. Oktober | Elizabeth Arden                       | amerikanische Kosmetikunternehmerin                                                                             |       |       |
| 18. Oktober | Cyril Briggs                          | amerikanischer Schriftsteller und kommunistischer Aktivist                                                      | 78    |       |
| 18. Oktober | Honor Crowley                         | irischer Politiker                                                                                              | 62    |       |
| 18. Oktober | Werner Hebebrand                      | deutscher Architekt, Stadtplaner, Baubeamter und Hochschullehrer                                                | 67    |       |
| 18. Oktober | Fritz Klein                           | deutscher SA-Standartenführer                                                                                   | 57    |       |
| 18. Oktober | Roderich Walther                      | deutscher Verwaltungsjurist; Landrat in Gumbinnen                                                               | 82    |       |
| 18. Oktober | Robert Zeller                         | deutscher Politiker (NSDAP), MdR                                                                                | 71    |       |
| 18. Oktober | Ignaz Zibermayr                       | österreichischer Historiker und Archivar                                                                        | 88    |       |
| 19. Oktober | Otto Burrmeister                      | deutscher Festspielleiter                                                                                       | 67    |       |
| 19. Oktober | Bernhard Hürfeld                      | Priester der katholischen Kirche                                                                                | 75    |       |
| 19. Oktober | Kurt Kühn                             | deutscher Radsportfunktionär und Präsident des Bundes Deutscher Radfahrer                                       | 71    |       |
| 19. Oktober | Scott Leavitt                         | US-amerikanischer Politiker                                                                                     | 87    |       |
| 19. Oktober | Douglas R. Stringfellow               | US-amerikanischer Politiker                                                                                     | 44    |       |
| 19. Oktober | Benno Stumpf                          | österreichischer römisch-katholischer Geistlicher, Trappistenabt                                                |       |       |
| 19. Oktober | Eddy Walis                            | niederländischer Geiger und Orchesterleiter                                                                     | 66    |       |
| 19. Oktober | Otto Weber                            | deutscher Theologe und Hochschullehrer                                                                          | 64    |       |
| 19. Oktober | Marianne Winkelstern                  | deutsche Schauspielerin                                                                                         | 56    |       |
| 20. Oktober | Ahmed Ateş                            | türkischer Orientalist und Erforscher der persischen Literatur                                                  |       |       |
| 20. Oktober | Tõnis Braks                           | estnischer Journalist, Dramatiker und Kinderbuchautor                                                           | 81    |       |
| 20. Oktober | Harry F. Byrd senior                  | US-amerikanischer Politiker (Demokratischen Partei)                                                             | 79    |       |
| 20. Oktober | Charles Catteau                       | französisch-belgischer Keramiker                                                                                | 86    |       |
| 20. Oktober | Ernst Erichsen                        | Studienrat, Historiker und Schriftsteller                                                                       | 67    |       |
| 20. Oktober | Mohamed Fawzi                         | ägyptischer Musiker und Sänger                                                                                  | 48    |       |
| 20. Oktober | Walter Haak                           | deutscher Politiker (FDP)                                                                                       | 60    |       |
| 20. Oktober | Otto Pankok                           | deutscher Maler, Zeichner, Bildhauer und Hochschullehrer                                                        | 73    |       |
| 20. Oktober | Dimitar Talew                         | bulgarischer Schriftsteller                                                                                     | 68    |       |
| 21. Oktober | Lewis Cohen, Baron Cohen of Brighton  | britischer Wirtschaftsmanager und Politiker                                                                     | 69    |       |
| 21. Oktober | Gertrude Hoffman                      | US-amerikanische Tänzerin und Choreographin                                                                     | 81    |       |
| 21. Oktober | Otto von Knobelsdorff                 | deutscher Offizier, zuletzt General der Panzertruppe im Zweiten Weltkrieg                                       | 80    |       |
| 21. Oktober | Agnes Syme Macdonald                  | schottisch-britische Suffragette, Frauenrechtlerin und Sozialarbeiterin                                         | 84    |       |
| 21. Oktober | Erwin Moeller                         | deutscher Verwaltungsjurist und Bürgermeister                                                                   | 83    |       |
| 21. Oktober | Sepp Plieseis                         | österreichischer Widerstandskämpfer im Salzkammergut                                                            | 52    |       |
| 21. Oktober | Thilo von Seebach                     | deutscher Vizeadmiral im Zweiten Weltkrieg                                                                      | 76    |       |
| 22. Oktober | George Bell                           | australischer Künstler und Kunstlehrer                                                                          | 87    |       |
| 22. Oktober | Hewlett Johnson                       | britischer Geistlicher, Dekan von Canterbury                                                                    | 92    |       |
| 22. Oktober | Anders Møller                         | dänischer Ringer                                                                                                | 83    |       |
| 23. Oktober | Myrtle Hart                           | US-amerikanische Harfenistin                                                                                    | 89    |       |
| 23. Oktober | Rafael Larco Hoyle                    | peruanischer Archäologe                                                                                         | 65    |       |
| 23. Oktober | Claire McDowell                       | US-amerikanische Schauspielerin                                                                                 | 88    |       |
| 23. Oktober | Guido Natoli                          | italienischer Politiker                                                                                         | 73    |       |
| 23. Oktober | Rudolf Österreicher                   | österreichischer Schriftsteller                                                                                 | 85    |       |
| 23. Oktober | Wilhelm Székely                       | ungarisch-amerikanischer Produktionsleiter und Filmproduzent                                                    | 69    |       |
| 24. Oktober | Hans Dreier                           | deutscher Künstler und Filmarchitekt                                                                            | 81    |       |
| 24. Oktober | Sam Hardy                             | englischer Fußballtorwart                                                                                       | 84    |       |
| 24. Oktober | Corbinian Hofmeister                  | deutscher Benediktiner und Widerstandskämpfer                                                                   | 75    |       |
| 24. Oktober | Sofja Alexandrowna Janowskaja         | russische Mathematikhistorikerin                                                                                | 70    |       |
| 24. Oktober | Cläre Maillard                        | deutsche Historikerin und Genealogin                                                                            | 74    |       |
| 24. Oktober | Willy Oeser                           | deutscher Kirchenmaler und Glaskünstler                                                                         | 69    |       |
| 25. Oktober | Gustav Collin                         | schwedischer Schwimmer                                                                                          | 76    |       |
| 25. Oktober | August Cueni                          | Schweizer Künstler                                                                                              | 83    |       |
| 25. Oktober | Johan Helo                            | finnischer Politiker                                                                                            | 77    |       |
| 25. Oktober | Luciano Laurenzi                      | italienischer Hochschullehrer, Archäologe, Kunsthistoriker und Autor                                            | 64    |       |
| 25. Oktober | Stephan Lösch                         | deutscher römisch-katholischer Priester, Theologe, Kirchenhistoriker und Hochschullehrer                        | 85    |       |
| 25. Oktober | Thaddeus Lynch                        | irischer Politiker                                                                                              |       |       |
| 25. Oktober | Giulio Panconcelli-Calzia             | italienisch-deutscher Phonetiker                                                                                | 88    |       |
| 25. Oktober | Hans Siegert                          | deutscher Fußballspieler und -trainer                                                                           | 52    |       |
| 25. Oktober | Carlos Rocuant                        | chilenischer Radrennfahrer                                                                                      | 63    |       |
| 26. Oktober | Alma Cogan                            | englische Schlagersängerin                                                                                      | 34    |       |
| 26. Oktober | Fritz Lejeune                         | deutscher Arzt, Zahnarzt und Medizinhistoriker                                                                  | 74    |       |
| 26. Oktober | Hermann Freiherr von Schade           | deutscher nationalsozialistischer Funktionär und SS-Führer                                                      | 78    |       |
| 26. Oktober | Kurt Schwabach                        | deutscher Schlagertexter                                                                                        | 68    |       |
| 27. Oktober | Edith Bán-Kiss                        | ungarische Bildhauerin und Malerin                                                                              | 60    |       |
| 27. Oktober | Hubert Renk                           | deutscher Fußballspieler                                                                                        | 48    |       |
| 27. Oktober | Walter Seiz                           | deutscher Elektrotechniker                                                                                      | 81    |       |
| 27. Oktober | Howard Alexander Smith                | US-amerikanischer Politiker                                                                                     | 86    |       |
| 27. Oktober | Frank Stoner                          | US-amerikanischer General                                                                                       | 71    |       |
| 27. Oktober | Rudolf Zurmühl                        | deutscher Mathematiker                                                                                          | 62    |       |
| 28. Oktober | Nikolai Iljitsch Beljajew             | sowjetischer Politiker                                                                                          | 63    |       |
| 28. Oktober | Robert Charpentier                    | französischer Radrennfahrer                                                                                     | 50    |       |
| 28. Oktober | Franz Herterich                       | deutscher Schauspieler und Theaterregisseur                                                                     | 89    |       |
| 28. Oktober | George Wynn                           | walisischer Fußballspieler                                                                                      | 80    |       |
| 29. Oktober | Wellman Braud                         | US-amerikanischer Jazz-Bassist                                                                                  | 75    |       |
| 29. Oktober | Anthony Cavalcante                    | US-amerikanischer Politiker                                                                                     | 69    |       |
| 29. Oktober | Berthold Gamer                        | deutscher Offizier und Manager                                                                                  | 52    |       |
| 29. Oktober | Erhard Göpel                          | deutscher Kunsthistoriker                                                                                       | 60    |       |
| 29. Oktober | Oskar Eduard Hueck                    | deutscher Metallindustrieller                                                                                   | 80    |       |
| 29. Oktober | Peter Illing                          | österreichisch-britischer Schauspieler                                                                          | 67    |       |
| 29. Oktober | Gertruda Konatkowska                  | polnische Pianistin, Mitbegründerin und Professorin der Staatlichen Hochschule für Musik in Poznań (Posen)      | 71    |       |
| 29. Oktober | Béla Szendey                          | ungarischer Ruderer                                                                                             | 64    |       |
| 30. Oktober | Otto Henninger                        | deutscher Ingenieur                                                                                             | 81    |       |
| 30. Oktober | Ludwig Levy-Lenz                      | deutscher Mediziner und Sexualreformer                                                                          | 73    |       |
| 30. Oktober | Fritz Michel                          | deutscher Arzt und Historiker                                                                                   | 89    |       |
| 30. Oktober | Bernard Prendergast                   | jamaikanischer Leichtathlet                                                                                     | 54    |       |
| 30. Oktober | Hans-Wolfgang Schimmelpfennig         | deutscher Wirtschaftsjurist                                                                                     | 77    |       |
| 31. Oktober | Eugen Arns                            | deutscher Pilot                                                                                                 | 71    |       |
| 31. Oktober | Fritz Berz                            | deutscher Innenarchitekt, Maler und Grafiker                                                                    | 83    |       |
| 31. Oktober | Wilhelm Bock                          | österreichischer Politiker, Bürgermeister von Linz, Priester                                                    | 70    |       |
| 31. Oktober | Heribert Meisel                       | österreichischer Sportjournalist                                                                                | 46    |       |
| 31. Oktober | Ruth von Ostau                        | deutsche Schriftstellerin                                                                                       | 67    |       |
| 31. Oktober | Šime Poduje                           | jugoslawischer Fußballspieler und -funktionär                                                                   | 61    |       |
| 31. Oktober | Gerhard Schrot                        | deutscher Althistoriker und Hochschullehrer                                                                     | 46    |       |
| 31. Oktober | Franz Wallack                         | österreichischer Planer und Techniker                                                                           | 79    |       |
| 31. Oktober | Hugo Zwillenberg                      | deutsch-jüdischer Jurist und Unternehmer                                                                        | 81    |       |

## November
| Tag          | Name                               | Beruf, bekannt als                                                                         | Alter | Beleg |
| ------------ | ---------------------------------- | ------------------------------------------------------------------------------------------ | ----- | ----- |
| 1. November  | Charles Catterall                  | südafrikanischer Boxer                                                                     | 52    |       |
| 1. November  | Roland Foster                      | australischer Sänger und Musikpädagoge                                                     | 87    |       |
| 1. November  | Eva Garza                          | mexikanische Sängerin                                                                      | 49    |       |
| 01. November | Ben Lear                           | US-amerikanischer Offizier der US Army und Vielseitigkeitsreiter                           | 87    |       |
| 1. November  | Roland-Manuel                      | französischer Komponist und Musikkritiker                                                  | 75    |       |
| 1. November  | Wilhelm Szilasi                    | deutsch-ungarischer Philosoph und Phänomenologe                                            | 77    |       |
| 1. November  | Jakub Szynkiewicz                  | erster Großmufti des unabhängigen Polens                                                   | 82    |       |
| 2. November  | Araki Sadao                        | japanischer Offizier                                                                       | 89    |       |
| 2. November  | Peter Debye                        | niederländischer Physiker und Chemiker, Chemienobelpreisträger                             | 82    |       |
| 2. November  | Siegfried Gräff                    | deutscher Pathologe, Krankenhausarzt und Universitätsprofessor                             | 79    |       |
| 2. November  | Mississippi John Hurt              | Blues-Sänger und Gitarrist                                                                 | 74    |       |
| 2. November  | Anton Wiedemann                    | deutscher Politiker (BVP), MdR                                                             | 74    |       |
| 3. November  | Fritz Baumgarten                   | deutscher Kinderbuchillustrator und Bilderbuchkünstler, Lithograf, Zeichner und Maler      | 83    |       |
| 3. November  | Wesselin Chantschew                | bulgarischer Schriftsteller                                                                | 47    |       |
| 3. November  | Magda Donato                       | spanische Journalistin, Dramatikerin, Autorin, Schauspielerin und Frauenrechtlerin         | 68    |       |
| 3. November  | Herbert Flemming                   | deutscher Ingenieur und Hochschullehrer für Holztechnik und Faserwerkstofftechnik          | 63    |       |
| 3. November  | Ernst Hoferichter                  | deutscher Schriftsteller, Journalist und Schauspieler                                      | 71    |       |
| 3. November  | Werner Schulze                     | deutscher Offizier, zuletzt Generalmajor d. R. der Wehrmacht                               | 71    |       |
| 4. November  | Werner Friedrich                   | deutscher Verwaltungsjurist und Regierungspräsident                                        | 79    |       |
| 4. November  | Kurt Freiherr von Schröder         | deutscher Großbankier und SS-Brigadeführer                                                 | 76    |       |
| 5. November  | Dietrich von Choltitz              | deutscher General der Infanterie im Zweiten Weltkrieg sowie 1944 Stadtkommandant von Paris | 71    |       |
| 5. November  | Rolf Meier                         | deutsch-schweizerischer Chemiker und Mediziner                                             | 69    |       |
| 05. November | Peder Pedersen                     | dänischer Fußballspieler                                                                   | 84    |       |
| 5. November  | Heinrich Roleff                    | deutscher Bischof                                                                          | 88    |       |
| 5. November  | Karl Rupprecht                     | deutscher Fußballspieler                                                                   | 59    |       |
| 5. November  | Heinrich Weiss                     | deutscher Gewerkschafter, Politiker (SPD) und Unternehmer                                  | 73    |       |
| 6. November  | Clemens Busch                      | deutscher Verwaltungsjurist                                                                | 87    |       |
| 6. November  | Anton Gino Domeneghini             | italienischer Werbefachmann und Filmanimator                                               | 69    |       |
| 6. November  | John McMurry Hill                  | US-amerikanischer Romanist und Hispanist                                                   | 79    |       |
| 6. November  | Frieda Nugel                       | deutsche Mathematikerin                                                                    | 82    |       |
| 6. November  | Arthur Oberberg                    | deutscher Politiker (FDP), MdL                                                             | 77    |       |
| 6. November  | Arthur Lindo Patterson             | US-amerikanischer Kristallograph                                                           | 64    |       |
| 6. November  | Lotte Pulewka                      | deutsche Sozialistin                                                                       | 73    |       |
| 6. November  | Günther Roeder                     | deutscher Ägyptologe                                                                       | 85    |       |
| 6. November  | Washboard Sam                      | US-amerikanischer Blues-Musiker                                                            | 56    |       |
| 6. November  | Henry Hurd Swinnerton              | britischer Geologe, Paläontologe und Zoologe                                               | 91    |       |
| 7. November  | Curt Jahn                          | deutscher General der Artillerie im Zweiten Weltkrieg                                      | 74    |       |
| 7. November  | Hubertus Schwartz                  | deutscher Jurist und Politiker                                                             | 83    |       |
| 7. November  | Kurt von Seggern                   | deutscher Politiker (CDU), MdL                                                             | 55    |       |
| 7. November  | Paul Steup                         | deutscher Politiker (Zentrum, CDU), MdL                                                    | 71    |       |
| 8. November  | Harold Shorty Baker                | US-amerikanischer Jazzmusiker                                                              | 52    |       |
| 8. November  | André Bloc                         | französischer Architekt und Bildhauer                                                      | 70    |       |
| 8. November  | Erich Einegg                       | deutscher Pianist, Komponist und Textdichter                                               | 68    |       |
| 8. November  | Hans Finohr                        | deutscher Film- und Theaterschauspieler, Regisseur                                         | 75    |       |
| 8. November  | Jules de Grand Ry                  | belgischer Staatsbeamter und Bürgermeister von Eupen                                       | 86    |       |
| 8. November  | Wilhelm Heintz                     | deutscher Garten- und Landschaftsplaner                                                    | 78    |       |
| 8. November  | Otto Regenbogen                    | deutscher klassischer Philologe                                                            | 75    |       |
| 8. November  | Bernhard Zondek                    | deutscher Gynäkologe                                                                       | 75    |       |
| 9. November  | Richard Benz                       | deutscher Germanist und Schriftsteller                                                     | 82    |       |
| 9. November  | Brady P. Gentry                    | US-amerikanischer Politiker                                                                | 70    |       |
| 9. November  | Ozawa Jisaburō                     | japanischer Admiral                                                                        | 80    |       |
| 9. November  | Daniel Edwin Rutherford            | britischer Mathematiker                                                                    | 60    |       |
| 9. November  | Hans Jürgen von der Wense          | deutscher Universalgelehrter, Schriftsteller, Übersetzer und Komponist                     | 71    |       |
| 9. November  | Otto Eberle                        | deutscher Chemiker und Fabrikant                                                           | 69    |       |
| 10. November | Josef Burgwinkel                   | deutscher Opernsänger (Bariton) und Schauspieler                                           | 71    |       |
| 10. November | Kurt Erdmann                       | deutscher Offizier, Generalmajor im Zweiten Weltkrieg                                      | 78    |       |
| 10. November | Domingos Ramos                     | guinea-bissauischer Widerstandskämpfer der PAIGC                                           |       |       |
| 10. November | Evelyn Sears                       | US-amerikanische Tennisspielerin                                                           | 91    |       |
| 10. November | Sergei Alexandrowitsch Siwko       | sowjetischer Boxer                                                                         | 26    |       |
| 10. November | Wilhelm Welter                     | deutscher Politiker (NSDAP), MdR                                                           | 68    |       |
| 11. November | Dionys Bink                        | deutscher Kommunalpolitiker (CSU)                                                          | 80    |       |
| 11. November | Domitila de Carvalho               | portugiesische Ärztin, Lehrerin, Schriftstellerin und Politikerin                          | 95    |       |
| 11. November | Carl Jonsson                       | schwedischer Tauzieher                                                                     | 81    |       |
| 11. November | Marie Schmelzkopf                  | deutsche Politikerin (SPD), MdL                                                            | 79    |       |
| 11. November | Adolf Sperling                     | deutscher Jurist und Politiker                                                             | 84    |       |
| 12. November | Don Branson                        | US-amerikanischer Automobilrennfahrer                                                      | 46    |       |
| 12. November | Ewald Budde                        | deutscher Politiker (SPD)                                                                  | 93    |       |
| 12. November | Wilhelm Dambacher                  | deutscher Politiker                                                                        | 61    |       |
| 12. November | Paul Otto Geibel                   | deutscher SS-Brigadeführer, Generalmajor der Polizei und SSPF Warschau                     | 68    |       |
| 12. November | Quincy Porter                      | US-amerikanischer Komponist und Professor                                                  | 69    |       |
| 12. November | Bernhard Schwidewski               | deutscher Filmarchitekt und Bühnenbildner                                                  | 78    |       |
| 12. November | Helmuth Thierfelder                | deutscher Dirigent                                                                         | 69    |       |
| 13. November | Eduard Henneberger                 | Schweizer Pianist und Komponist                                                            | 71    |       |
| 13. November | Maria Julitta Ritz                 | deutsche katholische Ordensfrau und Mystikerin                                             | 84    |       |
| 14. November | Georg Hofmann                      | deutscher katholischer Geistlicher und Heimatforscher                                      | 71    |       |
| 14. November | Nikolai Grigorjewitsch Ignatow     | sowjetischer Politiker                                                                     | 65    |       |
| 14. November | Kamei Katsuichirō                  | japanischer Schriftsteller                                                                 | 59    |       |
| 14. November | Gustavo Marzi                      | italienischer Florett- und Säbelfechter                                                    | 57    |       |
| 14. November | Steingrímur Steinþórsson           | isländischer Politiker                                                                     | 73    |       |
| 14. November | Yoshida Zengo                      | japanischer Admiral und Politiker                                                          | 81    |       |
| 15. November | Erich Brehm                        | deutscher Kabarettautor und -leiter                                                        | 56    |       |
| 15. November | Charlie McFadden                   | US-amerikanischer Sänger und Songwriter des Country Blues                                  | 71    |       |
| 15. November | Margaret Staal-Kropholler          | niederländische Architektin                                                                | 75    |       |
| 15. November | Dimitrios Tofalos                  | griechischer Gewichtheber und Ringer                                                       | 82    |       |
| 15. November | William Zorach                     | US-amerikanischer Bildhauer, Maler, Grafiker und Schriftsteller                            | 77    |       |
| 16. November | Wassil Boschinow                   | bulgarischer Komponist                                                                     | 78    |       |
| 16. November | Otto Krauß                         | deutscher Regisseur und Theaterintendant                                                   | 76    |       |
| 16. November | Cluny MacPherson                   | kanadischer Mediziner                                                                      | 87    |       |
| 16. November | Walden Martin                      | US-amerikanischer Radrennfahrer                                                            | 75    |       |
| 16. November | Alfred Neuland                     | estnischer Gewichtheber                                                                    | 71    |       |
| 17. November | Karl Mütsch                        | österreichischer Fußballtrainer                                                            | 60    |       |
| 17. November | Helmuth Reinwein                   | deutscher Internist und Hochschullehrer                                                    | 71    |       |
| 17. November | Carl August Schmitz                | deutscher Ethnologe                                                                        | 46    |       |
| 17. November | Ida Wolff                          | Berliner Politikerin (SPD), MdA                                                            | 73    |       |
| 18. November | Thomas Breit                       | deutscher lutherischer Theologe                                                            | 86    |       |
| 18. November | Kawai Kanjirō                      | japanischer Töpfer und Verfasser von Büchern zur Töpferei                                  | 76    |       |
| 18. November | Béla Tardos                        | ungarischer Komponist                                                                      | 56    |       |
| 19. November | Adolf von Carlowitz                | deutscher Staatsbeamter                                                                    | 66    |       |
| 19. November | Francis Craig                      | US-amerikanischer Musiker und Komponist                                                    | 66    |       |
| 19. November | Hens Dekkers                       | niederländischer Boxer                                                                     | 51    |       |
| 19. November | Franz Eckl                         | österreichischer Fußballspieler und -trainer                                               | 70    |       |
| 19. November | Margarete Haagen                   | deutsche Schauspielerin                                                                    | 76    |       |
| 19. November | William Frederick Meggers          | US-amerikanischer Physiker und Astronom                                                    | 78    |       |
| 19. November | Jackie Paterson                    | britischer Boxer im Fliegengewicht                                                         | 46    |       |
| 19. November | Bruno Schliebenow                  | deutscher Gehörlosenfunktionär                                                             | 57    |       |
| 19. November | Hermann Strathmann                 | deutscher Theologe und Politiker (DNVP, Volksdienst, NSDAP, CSU), MdR, MdL                 | 84    |       |
| 20. November | Felix Baumbach                     | deutscher Schauspieler und Regisseur                                                       | 90    |       |
| 20. November | Maria Kren                         | österreichische Politikerin (SPÖ), Landtagsabgeordnete, Abgeordnete zum Nationalrat        | 74    |       |
| 21. November | Władysław Bortnowski               | polnischer Divisionsgeneral                                                                | 75    |       |
| 21. November | Fritz Geise                        | deutscher Politiker (DDP)                                                                  | 95    |       |
| 21. November | David Leo Lawrence                 | US-amerikanischer Politiker                                                                | 77    |       |
| 21. November | Ferdinand Roth                     | deutscher Pathologe                                                                        | 58    |       |
| 21. November | C. A. Schmalz                      | Schweizer Zeichner, Keramiker, Töpfer, Plastiker und Maler                                 | 79    |       |
| 22. November | James E. Berry                     | US-amerikanischer Politiker                                                                | 85    |       |
| 22. November | Moises Frumencio da Costa Gomez    | Politiker der Niederländischen Antillen                                                    | 59    |       |
| 22. November | Roger Delano                       | französischer Automobilrennfahrer                                                          | 68    |       |
| 22. November | Albert Miller                      | deutscher Politiker (NSDAP), MdR                                                           | 66    |       |
| 22. November | Swetoslaw Minkow                   | bulgarischer Schriftsteller                                                                | 64    |       |
| 22. November | Franciszek Pokorny                 | polnischer Kryptoanalytiker                                                                | 75    |       |
| 22. November | Josef Prüschenk                    | deutscher Unternehmer und Politiker (CSU)                                                  | 58    |       |
| 23. November | Alvin Langdon Coburn               | US-amerikanisch-britischer Fotograf                                                        | 84    |       |
| 23. November | Adolph Knopf                       | US-amerikanischer Geologe und Petrologe                                                    | 83    |       |
| 23. November | Walter Julius Küpper               | deutscher Maler, Grafiker und Radierer                                                     |       |       |
| 23. November | Seán Ó Ceallaigh                   | irischer Politiker, zweiter Präsident von Irland (1945–1959)                               | 84    |       |
| 23. November | Wassili Markelowitsch Pronin       | russischer Kameramann und Filmregisseur                                                    | 61    |       |
| 23. November | Johann Schuster                    | deutscher Maler                                                                            | 66    |       |
| 24. November | Iwan Bytschwarow                   | bulgarischer Offizier, Politiker und Diplomat                                              | 53    |       |
| 24. November | Paul Gysler                        | Schweizer Politiker (BGB)                                                                  | 72    |       |
| 24. November | Josef Marschall                    | österreichischer Schriftsteller                                                            | 61    |       |
| 24. November | Abel Ribeiro Camelo                | brasilianischer Geistlicher, römisch-katholischer Bischof von Goiás                        | 64    |       |
| 24. November | Kanken Toyama                      | japanischer Karateka, Entwickler der Karate-Auffassung Shudokan                            | 78    |       |
| 24. November | Paul Wallat                        | deutscher Maler, Grafiker und Bildhauer                                                    | 87    |       |
| 25. November | Jacobus Cornelis Wijnandus Cossaar | niederländischer Aquarellist, Architekturmaler und Zeichner                                | 92    |       |
| 25. November | István Donogán                     | ungarischer Diskuswerfer                                                                   | 68    |       |
| 25. November | Hermann Henningsen                 | deutscher Politiker (SPD), MdL                                                             | 76    |       |
| 25. November | Richard Kräusel                    | deutscher Paläobotaniker                                                                   | 76    |       |
| 25. November | Hans Hartmann von Ow-Wachendorf    | deutscher Jurist, Diplomat und Majoratsherr                                                | 84    |       |
| 25. November | Joseph Plaut                       | deutscher Schauspieler, Rezitator und lippischer Heimatdichter                             | 87    |       |
| 25. November | Arnold Trowell                     | neuseeländischer Cellist, Komponist und Musikpädagoge                                      | 79    |       |
| 25. November | Karl Felix Wolff                   | Südtiroler Volkskundler                                                                    | 87    |       |
| 26. November | Otto Fricke                        | deutscher Marineoffizier, zuletzt Konteradmiral im Zweiten Weltkrieg                       | 72    |       |
| 26. November | Ludwig Carl Geiger                 | Schweizer Seismologe                                                                       | 84    |       |
| 26. November | Fritz Jaeger                       | Geograph und Forschungsreisender                                                           | 85    |       |
| 26. November | Siegfried Kracauer                 | deutscher Journalist und Filmsoziologe                                                     | 77    |       |
| 26. November | Ludwig Malzbender                  | Dortmunder Oberbürgermeister                                                               | 66    |       |
| 26. November | John Rosenfield                    | US-amerikanischer Journalist, Musik- und Kulturkritiker                                    | 66    |       |
| 26. November | Albert Schlangen                   | deutscher Politiker (CDU)                                                                  | 48    |       |
| 26. November | Albrecht Schubert                  | deutscher Offizier, zuletzt General der Infanterie im Zweiten Weltkrieg                    | 80    |       |
| 26. November | Anton Soans                        | estnischer Architekt                                                                       | 81    |       |
| 26. November | Friedrich Spandöck                 | deutscher Akustiker                                                                        | 62    |       |
| 26. November | Gallus Steiger                     | Schweizer Benediktiner, Abtordinarius der Abteien Lindi und Peramiho in Tansania           | 87    |       |
| 26. November | Stavros Zurukzoglu                 | griechisch-schweizerischer Arzt                                                            | 70    |       |
| 27. November | Clementine Alberdingk              | österreichische Malerin und Grafikerin                                                     | 76    |       |
| 27. November | Arthur Baumgarten                  | deutsch-schweizerischer Jurist und Rechtsphilosoph                                         | 82    |       |
| 27. November | Erich Colberg                      | deutscher Lehrer, Pionier des Schulspiels                                                  | 65    |       |
| 27. November | Jean Hervé                         | französischer Rugbyspieler                                                                 | 82    |       |
| 27. November | Wenzel Jaksch                      | deutscher Politiker (DSAP, SPD), MdB                                                       | 70    |       |
| 27. November | Zinovi Pechkoff                    | französischer Offizier und Diplomat russischer Herkunft                                    | 82    |       |
| 28. November | Vittorio Giannini                  | US-amerikanischer Komponist                                                                | 63    |       |
| 28. November | José Isbert                        | spanischer Schauspieler                                                                    | 80    |       |
| 28. November | Hans Junck                         | deutscher Soldat und Kommandeur in beiden Weltkriegen                                      | 73    |       |
| 28. November | Friedrich Karrenberg               | deutscher evangelisch reformierter Sozialethiker                                           | 62    |       |
| 28. November | Boris Podolsky                     | US-amerikanischer Physiker                                                                 | 70    |       |
| 28. November | Ferenc Szűts                       | ungarischer Turner                                                                         | 74    |       |
| 29. November | Gustav Bally                       | Schweizer Psychiater, Psychoanalytiker und Hochschullehrer                                 | 72    |       |
| 29. November | Ernst Baur                         | deutscher Schriftsteller                                                                   | 77    |       |
| 29. November | Rudolf Helm                        | deutscher Klassischer Philologe                                                            | 94    |       |
| 29. November | Johann Lorth                       | deutscher Unternehmer und Politiker (CDU), MdL                                             | 75    |       |
| 29. November | Alice Masaryková                   | Soziologin                                                                                 | 87    |       |
| 29. November | Otto Nicodemus                     | deutscher Fußballspieler                                                                   | 80    |       |
| 29. November | Ernst-Otto Richter                 | deutscher Opernsänger                                                                      | 70    |       |
| 29. November | Hannes Schmalfuß                   | deutscher Schriftsteller                                                                   | 73    |       |
| 29. November | Paul Schulze                       | deutscher Politiker (DNVP), MdR                                                            | 83    |       |
| 30. November | Charles Hermann                    | kanadischer Leichtathlet und Canadian-Football-Spieler                                     | 60    |       |
| 30. November | Wilhelm Steingötter                | österreichischer Politiker (SPÖ), Landtagsabgeordneter                                     | 80    |       |
| November     | Etienne Guilhou                    | französischer Romanist                                                                     | 70    |       |
| November     | Charles Haberkorn                  | US-amerikanischer Tauzieher und Ringer                                                     |       |       |
| November     | Walden Martin                      | US-amerikanischer Radrennfahrer                                                            | 75    |       |

## Dezember
| Tag          | Name                                 | Beruf, bekannt als                                                                                              | Alter | Beleg |
| ------------ | ------------------------------------ | --- | ----- | ----- |
| 1. Dezember  | Bai Chongxi                          | chinesischer Militär und Politiker                                                                              | 73    |       |
| 1. Dezember  | Berta Monnard                        | deutsche Schauspielerin bei Bühne und Film                                                                      | 91    |       |
| 1. Dezember  | Carter Stanley                       | US-amerikanischer Musiker                                                                                       | 41    |       |
| 1. Dezember  | Giovanni Vitrotti                    | italienischer Kameramann                                                                                        | 84    |       |
| 2. Dezember  | Luitzen Egbertus Jan Brouwer         | niederländischer Mathematiker                                                                                   | 85    |       |
| 2. Dezember  | Wilhelm Eich                         | deutscher Betriebswirt und Berliner Politiker (FDP)                                                             | 76    |       |
| 2. Dezember  | Maurice Falkner                      | britischer Autorennfahrer                                                                                       | 55    |       |
| 2. Dezember  | Well Habicht                         | deutscher Bildhauer und Keramiker                                                                               | 82    |       |
| 2. Dezember  | Willy Hitter                         | deutscher Gewerkschafter und Politiker (SPD), MdL                                                               | 61    |       |
| 2. Dezember  | Marcus Pelham, 6. Earl of Yarborough | britischer Adeliger und Mitglied des House of Lords                                                             | 73    |       |
| 2. Dezember  | Wilhelm Rahn                         | deutscher Kommunalpolitiker (DVP) und Oberbürgermeister von Worms                                               | 86    |       |
| 2. Dezember  | Otto Trubel                          | österreichischer Maler                                                                                          | 81    |       |
| 2. Dezember  | Jackie Wilson                        | US-amerikanischer Boxweltmeister im Federgewicht                                                                | 57    |       |
| 3. Dezember  | Gerhard Bondi                        | deutscher Ökonom                                                                                                | 55    |       |
| 3. Dezember  | Nikolai Dschemsowitsch Kolli         | russischer Architekt und Hochschullehrer                                                                        | 72    |       |
| 3. Dezember  | Curt Liebich                         | deutscher Ingenieur für Kanalisationswesen, Genealoge und Gründer der Arbeitsgemeinschaft schlesischer Famil... | 75    |       |
| 3. Dezember  | Friedrich Bernhard Marby             | deutscher Verleger, Okkultist und Esoteriker                                                                    | 84    |       |
| 3. Dezember  | Eric Sandberg                        | schwedischer Segler                                                                                             | 81    |       |
| 3. Dezember  | Karl Sommerey                        | deutscher Vertriebenenfunktionär und Politiker (FDP), MdL                                                       | 69    |       |
| 3. Dezember  | Carl Thiemann                        | altösterreichisch-deutscher Maler, Lithograf, Radierer und Holzschneider                                        | 85    |       |
| 3. Dezember  | Rudi vom Endt                        | deutscher Kunstmaler, Schriftsteller und Weinpoet                                                               | 74    |       |
| 4. Dezember  | Nikolai Nikolajewitsch Afanassjew    | russisch-orthodoxer Theologe                                                                                    | 73    |       |
| 4. Dezember  | Arturo Carmona                       | chilenischer Fußballspieler                                                                                     | 57    |       |
| 4. Dezember  | Renate Ewert                         | deutsche Filmschauspielerin                                                                                     | 33    |       |
| 4. Dezember  | Ernst Hermann Grämer                 | deutscher Bildhauer                                                                                             | 67    |       |
| 4. Dezember  | Einar Mässeli                        | finnischer Skilangläufer                                                                                        | 68    |       |
| 4. Dezember  | Rafael Tasis i Marca                 | katalanischer Schriftsteller, Politiker und Buchhändler                                                         | 60    |       |
| 5. Dezember  | Richard Bochalli                     | deutscher Mediziner                                                                                             | 88    |       |
| 5. Dezember  | Kurt Cornelius                       | deutscher Politiker (CDU), MdL                                                                                  | 73    |       |
| 5. Dezember  | Jon Guidon                           | Schweizer Dichter                                                                                               | 74    |       |
| 5. Dezember  | Sylvère Maes                         | belgischer Radrennfahrer                                                                                        | 57    |       |
| 5. Dezember  | Charles Mauron                       | französischer Dichter, Übersetzer, Literaturkritiker, Anglist und Romanist                                      | 67    |       |
| 5. Dezember  | Georg Stümpfig                       | deutscher Politiker (NSDAP)                                                                                     | 75    |       |
| 5. Dezember  | Ernst Walz                           | deutscher Jurist                                                                                                | 78    |       |
| 6. Dezember  | Mario Alicata                        | italienischer Politiker (PCI), Mitglied der camera und Autor                                                    | 48    |       |
| 6. Dezember  | Ernst Arnold                         | deutscher Politiker (FDP)                                                                                       | 63    |       |
| 6. Dezember  | Laurence F. Arnold                   | US-amerikanischer Politiker                                                                                     | 75    |       |
| 6. Dezember  | Jean Delay                           | französischer Erzbischof                                                                                        | 86    |       |
| 6. Dezember  | Hermann Heiß                         | Komponist der Zwölftonmusik und elektronischen Musik                                                            | 68    |       |
| 6. Dezember  | Helene Winterstein-Kambersky         | österreichische Sängerin und Erfinderin der wasserfesten Wimperntusche                                          | 66    |       |
| 7. Dezember  | Herbert Hardwick                     | puerto-ricanischer Boxer im Weltergewicht                                                                       | 52    |       |
| 7. Dezember  | William T. Schulte                   | US-amerikanischer Politiker                                                                                     | 76    |       |
| 8. Dezember  | Arthur Byron Coble                   | US-amerikanischer Mathematiker                                                                                  | 88    |       |
| 8. Dezember  | Spas Dschonew                        | bulgarischer Schauspieler                                                                                       | 39    |       |
| 8. Dezember  | Herbert Dunkel                       | deutscher bildender Künstler                                                                                    | 60    |       |
| 8. Dezember  | Franz Esser                          | deutscher Geistlicher, Bischof von Keimoes in Südafrika                                                         | 58    |       |
| 8. Dezember  | Emil Heusinger von Waldegg           | deutscher Admiral                                                                                               | 86    |       |
| 8. Dezember  | Hans Leonhard                        | deutscher Journalist                                                                                            | 64    |       |
| 8. Dezember  | Franz Stiewi                         | deutscher Maler und Restaurator                                                                                 | 76    |       |
| 8. Dezember  | Hermann Teutsch                      | deutscher Theologe und Politiker (DNVP, CSVD, NSDAP), MdR                                                       | 90    |       |
| 9. Dezember  | Willem Boerdam                       | niederländischer Fußballspieler                                                                                 | 83    |       |
| 9. Dezember  | Max Bräuner                          | deutscher Psychiater und Euthanasietäter                                                                        | 84    |       |
| 9. Dezember  | Morris Fidanque de Castro            | US-amerikanischer Politiker                                                                                     | 64    |       |
| 9. Dezember  | Walter Hösterey                      | deutscher Verleger und Schriftsteller                                                                           | 78    |       |
| 9. Dezember  | Eduard Jedamzik                      | deutscher SS-Sturmbannführer                                                                                    | 65    |       |
| 9. Dezember  | Josef Lengauer                       | österreichischer Gewerkschafter und Politiker, Abgeordneter zum Nationalrat                                     | 68    |       |
| 9. Dezember  | Herbert Müller                       | deutscher Hockeyspieler                                                                                         | 62    |       |
| 9. Dezember  | Juri Alexandrowitsch Schaporin       | russischer Komponist                                                                                            | 79    |       |
| 9. Dezember  | Ernst Schicketanz                    | deutscher Kapellmeister und Komponist                                                                           | 75    |       |
| 10. Dezember | Richard Liebermann                   | deutscher Porträt- und Landschaftsmaler                                                                         | 66    |       |
| 10. Dezember | Gregorio López y Fuentes             | mexikanischer Autor                                                                                             | 69    |       |
| 10. Dezember | Ludwig Schulz                        | deutscher Offizier, zuletzt Generalmajor im Zweiten Weltkrieg                                                   | 70    |       |
| 12. Dezember | Wilhelm Königswarter                 | deutscher Politiker (SPD)                                                                                       | 76    |       |
| 12. Dezember | Maria Lipp                           | deutsche Chemikerin und Hochschullehrerin                                                                       | 74    |       |
| 12. Dezember | Edmund Moiret                        | ungarischer Bildhauer und bildender Künstler                                                                    | 83    |       |
| 12. Dezember | Ernesto Remani                       | italienisch-deutscher Filmregisseur                                                                             | 60    |       |
| 12. Dezember | Karl Ruberl                          | österreichischer Schwimmer                                                                                      | 86    |       |
| 12. Dezember | Anton Weindl                         | österreichischer Unternehmer und Politiker (ÖVP), Abgeordneter zum Nationalrat, Mitglied des Bundesrates        | 71    |       |
| 12. Dezember | Wu Yuzhang                           | chinesischer Politiker, Erziehungswissenschaftler und Universitätspräsident                                     | 87    |       |
| 13. Dezember | Karl Althoff                         | deutscher Politiker (SPD), MdBB                                                                                 | 52    |       |
| 13. Dezember | Henrik Böhlig                        | deutscher Bildhauer                                                                                             | 58    |       |
| 13. Dezember | Nils Frykberg                        | schwedischer Mittel- und Langstreckenläufer                                                                     | 78    |       |
| 13. Dezember | Fritz Grantze                        | deutscher Politiker der CDU, MdA                                                                                | 73    |       |
| 13. Dezember | Bruno Karl August Jung               | deutscher Politiker, Oberbürgermeister in Göttingen                                                             | 80    |       |
| 13. Dezember | Stanisław Mikołajczyk                | polnischer Exilpremier, Mitglied des Sejm                                                                       | 65    |       |
| 13. Dezember | Jules Miquel                         | französischer Radrennfahrer                                                                                     | 81    |       |
| 13. Dezember | George Rennie                        | kanadischer Lacrossespieler                                                                                     | 83    |       |
| 13. Dezember | Hans Verbeek                         | deutscher Jurist, Verwaltungsbeamter und Politiker (CDU), MdB                                                   | 49    |       |
| 14. Dezember | Víctor Andrés Belaúnde               | peruanischer Diplomat und Schriftsteller                                                                        | 82    |       |
| 14. Dezember | Thaddäus von Dobrowolski             | österreichisch-polnischer Hochschullehrer für Chemiedidaktik in Kattowitz                                       | 64    |       |
| 14. Dezember | Emma Dunn                            | US-amerikanische Schauspielerin                                                                                 | 92    |       |
| 14. Dezember | Verna Felton                         | US-amerikanische Schauspielerin und Synchronsprecherin                                                          | 76    |       |
| 14. Dezember | Adam Fiut                            | polnischer Film- und Theaterschauspieler                                                                        | 33    |       |
| 14. Dezember | Emanuel Fohn                         | österreichischer Maler, Restaurator und Kunstsammler                                                            | 85    |       |
| 14. Dezember | Ernst Hohmeyer                       | deutscher Landwirt und Politiker (DNVP), MdL                                                                    | 83    |       |
| 14. Dezember | Eugen Paunel                         | österreichischer Bibliothekar                                                                                   | 78    |       |
| 14. Dezember | Isaak Jakowlewitsch Pomerantschuk    | sowjetischer Physiker                                                                                           | 53    |       |
| 14. Dezember | Shailendra                           | indischer Liedtexter                                                                                            | 43    |       |
| 14. Dezember | Richard Whorf                        | US-amerikanischer Schauspieler, Regisseur, Autor und Filmproduzent                                              | 60    |       |
| 15. Dezember | Eduard Beck                          | deutscher Heraldiker, Genealoge und Verwaltungsjurist                                                           | 82    |       |
| 15. Dezember | Walt Disney                          | US-amerikanischer Trickfilm-Produzent und Erfinder von Micky Maus und Co                                        | 65    |       |
| 15. Dezember | Alfred Fissmer                       | deutscher Kommunalpolitiker                                                                                     | 88    |       |
| 15. Dezember | Adolf Güngerich                      | deutscher Politiker                                                                                             | 72    |       |
| 15. Dezember | Leon Löwenkopf                       | Widerstandskämpfer, Vorsitzender der Jüdischen Gemeinde zu Dresden und VVN-Mitglied                             | 74    |       |
| 15. Dezember | Karl Marx                            | deutscher Journalist und Herausgeber                                                                            | 69    |       |
| 15. Dezember | Karl Uhl                             | deutscher Mundartdichter                                                                                        | 80    |       |
| 16. Dezember | Josef Buschmann                      | deutscher Kirchenmusiker und Komponist                                                                          | 73    |       |
| 16. Dezember | Louis Chamorel                       | Schweizer Politiker (FDP)                                                                                       | 87    |       |
| 16. Dezember | Charles Crawford Davis               | US-amerikanischer Tontechniker                                                                                  | 73    |       |
| 16. Dezember | Fritz Deubel                         | deutscher Geologe                                                                                               | 68    |       |
| 16. Dezember | Juan Natalicio González              | paraguayischer Schriftsteller, Diplomat und Politiker                                                           | 69    |       |
| 16. Dezember | Karl-Heinz Kube                      | deutsches Todesopfer der Berliner Mauer                                                                         | 17    |       |
| 16. Dezember | Heinz Kürten                         | deutscher Internist und Hochschullehrer                                                                         | 75    |       |
| 16. Dezember | Peter Resch                          | deutscher Ordenspriester (Pallottiner)                                                                          | 93    |       |
| 16. Dezember | Herbert Zimmermann                   | deutscher Radio-Reporter                                                                                        | 49    |       |
| 17. Dezember | Hans Bürgl                           | österreichischer Erdölgeologe und Paläontologe                                                                  | 59    |       |
| 17. Dezember | Bruno Gutmann                        | Missionar in Deutsch-Ostafrika und Tansania                                                                     | 90    |       |
| 17. Dezember | Georg Mayerhofer                     | deutscher Politiker (Bayernpartei), MdB                                                                         | 72    |       |
| 17. Dezember | Hermann Slink                        | deutscher Politiker (SPD)                                                                                       | 77    |       |
| 17. Dezember | Sylvia Telles                        | brasilianische Sängerin der Bossa Nova                                                                          | 32    |       |
| 17. Dezember | Lothar Wimmer                        | österreichischer Diplomat                                                                                       | 77    |       |
| 17. Dezember | Edwin Wipf                           | Schweizer Architekt                                                                                             | 89    |       |
| 18. Dezember | Gerhard Bommel                       | deutscher Verwaltungsjurist und SS-Führer                                                                       | 64    |       |
| 18. Dezember | Tara Browne                          | britischer Adliger und Erbe der Guinness-Familie                                                                | 21    |       |
| 18. Dezember | Gene Gauntier                        | US-amerikanische Schauspielerin, Regisseurin und Drehbuchautorin der Stummfilmzeit                              | 81    |       |
| 18. Dezember | Robert Holland                       | deutscher Politiker (SED)                                                                                       | 50    |       |
| 18. Dezember | Huang Wenbi                          | chinesischer Archäologe                                                                                         | 73    |       |
| 18. Dezember | Heinrich Detloff von Kalben          | deutscher Politiker und Landrat                                                                                 | 68    |       |
| 18. Dezember | Otto Koke                            | deutscher Jagdschriftsteller                                                                                    | 57    |       |
| 18. Dezember | Filippo Pascucci                     | italienischer Fußballtrainer                                                                                    | 59    |       |
| 18. Dezember | Marcel Wilhelm Richter               | deutscher Maler und Grafiker                                                                                    | 80    |       |
| 18. Dezember | Albert Salomon                       | deutsch-amerikanischer Soziologe                                                                                | 75    |       |
| 18. Dezember | Marshall Stearns                     | US-amerikanischer Jazz-Autor                                                                                    | 58    |       |
| 19. Dezember | Hans Brümmer                         | deutscher Gewerkschafter und Politiker (USPD, SPD), MdL                                                         | 80    |       |
| 19. Dezember | Carroll Gartin                       | US-amerikanischer Politiker                                                                                     | 53    |       |
| 19. Dezember | Diogo Graf                           | Schweizer Maler und Lehrer                                                                                      | 70    |       |
| 19. Dezember | Hans Hoebel                          | deutscher Wasserbauingenieur                                                                                    | 89    |       |
| 19. Dezember | Walt Horan                           | US-amerikanischer Politiker                                                                                     | 68    |       |
| 19. Dezember | Edward Thaddeus Lawton               | US-amerikanischer Geistlicher, Bischof von Sokoto                                                               | 53    |       |
| 19. Dezember | Ehm Welk                             | deutscher Schriftsteller                                                                                        | 82    |       |
| 20. Dezember | Oskar Glück                          | österreichischer Filmproduzent und Filmverleiher                                                                | 79    |       |
| 20. Dezember | Albert Göring                        | deutscher Geschäftsmann, der Juden und politisch Verfolgten während des Zweiten Weltkriegs half; Bruder von ... | 71    |       |
| 20. Dezember | Gerhard Lausegger                    | österreichischer SS-Offizier                                                                                    | 51    |       |
| 20. Dezember | Erich Walter Lotz                    | deutscher Lehrer und Kommunalpolitiker                                                                          | 71    |       |
| 20. Dezember | Hippolyte Madelaine                  | französischer Maler                                                                                             | 95    |       |
| 20. Dezember | Matwei Genrichowitsch Maniser        | russisch-sowjetischer Bildhauer                                                                                 | 75    |       |
| 20. Dezember | Mert Plunkett                        | kanadischer Impresario und Komponist                                                                            |       |       |
| 20. Dezember | Karl Purrmann                        | deutscher Maler                                                                                                 | 89    |       |
| 20. Dezember | Arturo Riccardi                      | italienischer Admiral und Staatssekretär                                                                        | 88    |       |
| 20. Dezember | Lloyd Spooner                        | US-amerikanischer Sportschütze                                                                                  | 82    |       |
| 20. Dezember | Oskar Vasella                        | Schweizer Historiker                                                                                            | 62    |       |
| 21. Dezember | Walter Fisch                         | deutscher Politiker (KPD), MdL, MdB                                                                             | 56    |       |
| 21. Dezember | Erich Haenisch                       | deutscher Sinologe, Mongolist und Mandschurist                                                                  | 86    |       |
| 21. Dezember | Wilhelm Wissmann                     | deutscher vergleichender Sprachwissenschaftler                                                                  | 67    |       |
| 22. Dezember | Harry Beaumont                       | US-amerikanischer Filmregisseur                                                                                 | 78    |       |
| 22. Dezember | Lucy Burns                           | US-amerikanische Suffragette und Frauenrechtlerin                                                               | 87    |       |
| 22. Dezember | James Hill                           | britischer Politiker                                                                                            |       |       |
| 22. Dezember | Robert E. Hopkins                    | US-amerikanischer Drehbuchautor                                                                                 | 80    |       |
| 22. Dezember | Oliver Johnston                      | britischer Schauspieler                                                                                         | 78    |       |
| 22. Dezember | Robert Keith                         | US-amerikanischer Schauspieler und Theaterautor                                                                 | 68    |       |
| 22. Dezember | Alfred Pina                          | französischer Bildhauer                                                                                         | 79    |       |
| 22. Dezember | Karl Tarbuk                          | österreichischer Offizier                                                                                       | 85    |       |
| 22. Dezember | Max Trénel                           | deutscher Bodenkundler                                                                                          | 77    |       |
| 23. Dezember | Heimito von Doderer                  | österreichischer Schriftsteller                                                                                 | 70    |       |
| 23. Dezember | Johann Eibel                         | österreichischer Gewichtheber                                                                                   | 83    |       |
| 23. Dezember | Arie de Jong                         | niederländischer Fechter                                                                                        | 84    |       |
| 23. Dezember | Erich Menninger-Lerchenthal          | Neurologe | 68    |       |
| 23. Dezember | Martin Reichardt                     | deutscher Psychiater sowie Hochschullehrer                                                                      | 92    |       |
| 23. Dezember | Egbert Schwarz                       | deutscher Chirurg und Gründungsrektor der Medizinischen Akademie Erfurt                                         | 76    |       |
| 23. Dezember | Rudolf Steinbach                     | deutscher Architekt und Hochschullehrer                                                                         | 63    |       |
| 23. Dezember | George R. Stobbs                     | US-amerikanischer Politiker                                                                                     | 89    |       |
| 24. Dezember | Gaspar Cassadó                       | spanischer Cellist und Komponist                                                                                | 69    |       |
| 24. Dezember | Arthur Delaender                     | belgischer Kugelstoßer, Diskus- und Speerwerfer                                                                 | 76    |       |
| 24. Dezember | Karl Fugger                          | deutscher Parteifunktionär (KPD), Gewerkschafter und Widerstandskämpfer gegen das NS-Regime                     | 69    |       |
| 24. Dezember | Fritz Heller                         | österreichischer Schauspieler und Kabarettist                                                                   | 73    |       |
| 24. Dezember | Kurt Kräcker                         | deutscher Kommunalpolitiker (SPD)                                                                               | 50    |       |
| 24. Dezember | Heinz Massingh                       | deutscher Manager und Wirtschaftsfunktionär                                                                     | 69    |       |
| 24. Dezember | Béla Pásztor                         | ungarischer Schauspieler bei Bühne und Film, ein Dramaturg, Autor, Filmproduzent, Regisseur bei Bühne und Fi... | 72    |       |
| 24. Dezember | Erik Sætter-Lassen                   | dänischer Sportschütze                                                                                          | 74    |       |
| 24. Dezember | Knut Torell                          | schwedischer Turner                                                                                             | 81    |       |
| 24. Dezember | Leo Weisz                            | Schweizer Wirtschaftswissenschaftler und Historiker                                                             | 80    |       |
| 25. Dezember | Johann Dolanski                      | österreichischer Bauingenieur, Techniker und Autor                                                              | 77    |       |
| 25. Dezember | Oskar Gerson                         | deutscher Architekt                                                                                             | 80    |       |
| 25. Dezember | Ernst Zerner                         | österreichischer Chemiker                                                                                       | 82    |       |
| 26. Dezember | Adolf Flecken                        | deutscher Politiker (CDU), MdL                                                                                  | 77    |       |
| 26. Dezember | Noël Gallon                          | französischer Komponist und Kompositionslehrer                                                                  | 75    |       |
| 26. Dezember | Ludwig Jürgens                       | deutscher Schriftsteller                                                                                        | 73    |       |
| 26. Dezember | Ambrose McCarthy Patterson           | australisch-amerikanischer Maler und Grafiker                                                                   | 89    |       |
| 26. Dezember | Kim Peacock                          | britischer Schauspieler, Hörspielsprecher und Drehbuchautor                                                     | 65    |       |
| 26. Dezember | Gerhard Richter                      | deutscher Bibliothekar                                                                                          | 68    |       |
| 26. Dezember | Friedrich Seidenstücker              | deutscher Fotograf                                                                                              | 84    |       |
| 26. Dezember | Guillermo Stábile                    | argentinischer Fußballspieler                                                                                   | 60    |       |
| 26. Dezember | Hans Stille                          | deutscher Geologe                                                                                               | 90    |       |
| 26. Dezember | Michail Fjodorowitsch Subbotin       | sowjetischer Astronom                                                                                           | 73    |       |
| 27. Dezember | Ernest K. Bramblett                  | US-amerikanischer Politiker                                                                                     | 65    |       |
| 27. Dezember | Ernest Burgess                       | kanadischer Soziologe                                                                                           | 80    |       |
| 27. Dezember | Frankie Genaro                       | US-amerikanischer Boxer                                                                                         | 65    |       |
| 27. Dezember | Herbert Otto Gille                   | deutscher Offizier, SS-Obergruppenführer und General der Waffen-SS                                              | 69    |       |
| 27. Dezember | Max Glauber                          | italienischer Industrieller, Konstrukteur von Radiogeräten und Fernsehern                                       | 64    |       |
| 27. Dezember | Wivi Lönn                            | finnische Architektin                                                                                           | 94    |       |
| 27. Dezember | Curt Weikinn                         | deutscher Meteorologe und Klimatologe                                                                           | 78    |       |
| 28. Dezember | Victor Anfuso                        | US-amerikanischer Jurist und Politiker                                                                          | 61    |       |
| 28. Dezember | Wilhelm Christiansen                 | deutscher Botaniker und Mittelschullehrer                                                                       | 81    |       |
| 28. Dezember | Theodor Krüger                       | deutscher Kapellmeister, Pianist und Musikpädagoge sowie Komponist                                              | 75    |       |
| 28. Dezember | Karl Martell                         | deutscher Schauspieler                                                                                          | 70    |       |
| 28. Dezember | Carl Osburn                          | US-amerikanischer Schütze                                                                                       | 82    |       |
| 28. Dezember | Peter Roth-Ehrang                    | deutscher Opernsänger (Bass) und Schauspieler                                                                   | 41    |       |
| 28. Dezember | Henry Schricker                      | US-amerikanischer Politiker                                                                                     | 83    |       |
| 28. Dezember | Erwin Straus                         | österreichischer Komponist                                                                                      | 56    |       |
| 28. Dezember | Franz Waldegg                        | österreichischer Maler                                                                                          | 78    |       |
| 28. Dezember | Fritz Weigle                         | deutscher Historiker                                                                                            | 67    |       |
| 29. Dezember | Anton Gordonoff                      | Schweizer Pharmakologe und Toxikologe                                                                           | 73    |       |
| 29. Dezember | Aaron H. Grout                       | US-amerikanischer Politiker und Anwalt                                                                          | 87    |       |
| 29. Dezember | Hans Kiefert                         | deutscher Politiker (SED), MdV                                                                                  | 61    |       |
| 29. Dezember | Hermann Schuon                       | deutscher Wirtschaftsmanager                                                                                    | 80    |       |
| 29. Dezember | Oskar Seipold                        | deutscher kommunistischer Politiker                                                                             | 77    |       |
| 30. Dezember | Bernhard Berghaus                    | deutscher Industrieller                                                                                         | 76    |       |
| 30. Dezember | John Butts                           | britischer Jazzschlagzeuger                                                                                     |       |       |
| 30. Dezember | Pietro Ciriaci                       | italienischer Geistlicher, Kurienkardinal der römisch-katholischen Kirche                                       | 81    |       |
| 30. Dezember | Chase A. Clark                       | US-amerikanischer Politiker                                                                                     | 83    |       |
| 30. Dezember | Evan J. Crane                        | US-amerikanischer Chemiker                                                                                      | 77    |       |
| 30. Dezember | Henryk Gotlib                        | polnischer Maler, Bildhauer und Schriftsteller                                                                  | 76    |       |
| 30. Dezember | Erich Gruner                         | deutscher Grafiker, Maler, Zeichner, Illustrator und Karikaturist                                               | 85    |       |
| 30. Dezember | Christian Herter                     | US-amerikanischer Politiker                                                                                     | 71    |       |
| 30. Dezember | Friedrich Riese                      | deutscher Kriminalbeamter                                                                                       | 71    |       |
| 30. Dezember | Piero Sacerdoti                      | italienischer Jurist, Versicherungsmanager und Hochschullehrer                                                  | 61    |       |
| 30. Dezember | Anton Starkopf                       | estnischer Bildhauer und Maler                                                                                  | 77    |       |
| 30. Dezember | Edgar Tatarin-Tarnheyden             | deutscher Rechtswissenschaftler                                                                                 | 84    |       |
| 31. Dezember | Max Ganschow                         | deutscher Politiker (SPD), Mitglied der Stadtverordnetenversammlung von Groß-Berlin                             | 57    |       |
| 31. Dezember | Pieter Geyl                          | niederländischer Historiker                                                                                     | 79    |       |
| 31. Dezember | Michel Hirvy                         | kanadischer Pianist und Musikpädagoge                                                                           | 66    |       |
| 31. Dezember | Raoul Lévy                           | belgisch-französischer Filmproduzent und Filmregisseur                                                          | 44    |       |
| 31. Dezember | Marie Monod                          | französische Feministin und Historikerin                                                                        | 90    |       |
| 31. Dezember | Hermann Nuding                       | deutscher Politiker (KPD), MdL, MdB, SED-Funktionär                                                             | 64    |       |
| 31. Dezember | Edi Hans Pawlata                     | österreichischer Pionier des Kanusport                                                                          | 66    |       |
| 31. Dezember | Louis Persinger                      | US-amerikanischer Violist und Dirigent                                                                          | 79    |       |
| 31. Dezember | Helene Roth                          | Schweizer Malerin und Grafikerin                                                                                | 79    |       |
| 31. Dezember | Joe Spence                           | englischer Fußballspieler                                                                                       | 68    |       |
| 31. Dezember | Jelena Dmitrijewna Stassowa          | russisch-sowjetische Politikerin                                                                                | 93    |       |
| Dezember     | Rosa Feri-Fliegelmann                | österreichisch-US-amerikanische Schulgründerin                                                                  | 88    |       |
| Dezember     | Ralph Harrison                       | britischer Geher                                                                                                |       |       |